# 飯香岡八幡宮
飯香岡八幡宮（いいがおかはちまんぐう）は、千葉県市原市八幡にある神社である。「八幡」の地名の由来となった。房総の魅力500選、ちば遺産100選にも選定されている。

## 概要

### 所在地
- 千葉県市原市八幡1057-1
  - 最寄り駅はJR内房線八幡宿駅。西口から徒歩。

### 祭神
- 誉田別尊
- 息長帯姫尊
- 玉依姫尊
- ほか7柱

## 歴史
飯香岡八幡宮として鎮座する以前は六所御影神社と称したといわれ、白鳳年間（675年）、一国一社の八幡宮として勧請されたことに起源を持つという。天平宝字3年（759年）、全国放生の地に鎮座する国府八幡宮と定められ、国府司祭の放生会を現在に伝える上総国の古社の一つである。中世以降、上総総社としての機能を持つ。その名残から国府総社と尊称されている。
保元3年（1158年）、山城国の石清水八幡宮『諸国荘園官符』に「上総国市原別宮」と記載され、石清水八幡宮別宮の市原八幡宮として中世以降、源氏・千葉氏・足利氏・徳川氏の崇敬を集めた。
徳川家康により、所領150石を安堵され、10万石の格式を与えられ明治に到る。旧社格は県社。
昭和43年（1968年）、本社の別宮として辰巳台神社が祀られた。

## 略年表（『飯香岡八幡宮由緒本記』による）
- 景行天皇40年（110年）頃 - 日本武尊東征の時、六所御影神社で休息したという。その際、社人が尊に食事を捧げたところ、飯の香りを賞した故事により、御影山を「飯香岡（いいがおか）」と呼ぶことになったという。
- 天武天皇白鳳4年（675年） - 勅使桜町季満・奉幣使菅原時春が下向し、神殿を飯香岡に創建して誉田別尊以下三神を奉斎する。その際、勅使桜町季満が詠んだ和歌「君がため今日植ゑそへしちちの木に幾世へむとも神やどるらむ」
- 天平勝宝元年（749年） - 社殿を造営する。
- 天平宝字3年（759年） - 勅命により一国一社の八幡宮となり、国府総社と称せられる。
- 元慶3年（879年）3月 - 朝廷により社殿が造営される。
- 天慶3年（940年） - 社殿を造営。
- 寛弘5年（1008年） - 鎮守府将軍源頼光により社殿が造営される。
- 康平7年（1064年） - 鎮守府将軍源頼義が造営料として米1000石を寄進する。
- 治暦元年（1065年） - 源頼義の寄進により、社殿を造営する。
- 寛治5年（1091年） - 源義家が鉄製矢筒一箇と矢鏃二本を寄進する。
- 保元3年（1158年）10月 - 石清水八幡宮諸国荘園官符中に「上総国市原別宮」の記事あり。
- 承安元年（1171年） - 千葉常胤、武運長久・家門繁栄を祈願し、社殿の修理を行う。
- 治承4年（1180年） - 源頼朝、太刀一振を奉納する。
  - 同年12月 - 所領は、市原荘八幡郷内一二町、菊間郷内八町、市原村内五町、府中内六町、郡元村内七町、村上村内六町、相写村内六町、山木村内五町、大厩谷村内五町、海上軍伊隔荘小野田郷内四町五反、皆吉村内四町三反、久吉村内五町三反、畔蒜郡菅生荘伊豆嶋村内五町、大成村内五町、市原郡市東荘相角村内五町八反、馬場村真生五町二反、山辺郡神房村内五町、宮谷村内五町、夷隅郡伊保田荘藤村内五町、筒森村内五町五反、夷北荘萩原村五町二反、今関村内五町、南夷南荘江渡村内五町、石神村内五町、夷隅郡荒田野荘国府台内五町八反、荒田野内五町四反等であった。
  - 同年12月 - 安達盛長、市東荘を奉納する。
- 文治5年（1189年） - 源頼朝、奥州藤原泰衡征伐のため、武運長久を祈願し安達盛長を奉幣使として太刀一振・甲冑一領を寄進する。
- 建久3年（1192年）8月 - 源頼朝、飯香岡八幡宮を保護するため、府中・五井・惣社・市原・菊間・八幡郷へ禁制の制札を掲げさせる。
- 建久4年（1193年）8月15日 - 源頼朝、天下掌握の祈願のため宮殿を新造する。この時の名代藤原親能・中原仲業・奉行和田義盛・神主市川氏誉田斎宮藤原義重・大工棟梁修理介正広。
- 正嘉2年（1258年）3月 - 市東荘領主左右衛門尉藤綱、祈願成就のため太刀一振を奉納する。
- 弘安4年（1281年）2月 - 征夷大将軍惟康親王、北条宣時に幣帛を奉ぜさせ、太刀一振・弓一張を奉納する。
  - 同年6月 - 蒙古襲来（元寇）により、国家安穏・武運長久の祈祷の下知をうける。
  - 同年9月 - 蒙古追討の祈願を賞され、祭祀を厳重に執行するように仰せられる。
- 14世紀前半12月13日 - 鎌倉幕府管領長崎高資、大輔律師俊珎を上総国市原荘八幡宮（飯香岡八幡宮）別当に補任する（尊経閣文書）。
- 正平5年・観応元年（1350年）10月26日 - 室町幕府執事高師直、地蔵院僧正覚雄を上総国市原八幡宮（飯香岡八幡宮）の別当職に補任する（尊経閣文書）。
  - 同年11月18日 - 足利義詮、高師直に命じ、使者を遣わして上総市原八幡宮（飯香岡八幡宮）別当職を地蔵院覚雄に交付させる（東寺文書）。
- 正平6年・観応2年（1351年）7月16日 - 武田資嗣、幕府の命を受けて上総国市原八幡宮（飯香岡八幡宮）別当職を醍醐寺地蔵院僧正覚雄に交付する（前田家所蔵文書）。
- 正平13年・延文3年（1358年）11月11日 - 神事の流鏑馬を務めていた円蔵、剃髪して円蔵坊源明と解明し、境内に一坊を建てるという。
- 正平24年・応安2年（1369年） - 足利義満、祈願のため宮殿を造営する。そのため奉行上杉中務少輔が八幡宮に来宮する。
- 建徳2年・応安4年（1371年） - 石川左近将監の違乱により、市原荘八幡宮（飯香岡八幡宮）の社務・神事が闕怠する（尊経閣文書）。
- 文中元年・応安5年（1372年）5月 - 五月会の費用負担53貫750文を豊成・島穴・青柳・入沼・郡本各郷に配分する（尊経閣文書）。
- 文中4年・応安8年（1375年）2月10日 - 上総国市原八幡宮（飯香岡八幡宮）の国役・荘役を、山辺・武射・刑部・佐是・長柄・長北・埴生・市東・市西・与宇呂保・山田・望東各郡保に配分する（三宝院文書）。
- 弘和3年・永徳3年（1383年） - 足利義満、社殿を改造する。
- 正中元年・至徳元年（1384年） - 足利義満、祈願成就により御輿4社を造立し奉納する。神輿の墨書によると、鎌倉法華堂下中小路にて造営される。
- 正中4年・嘉慶元年（1387年）9月 - 足利義満、祈願のため一の大鳥居を寄進する。
- 応永19年（1412年）1月 - 足利義持、武運長久・国家安泰の祈願のため太刀一振を奉納する。
- 長禄3年（1459年）3月 - 幣殿・拝殿を新造したき旨、足利義政代官太田左衛門佐持資へ願い出たところ将軍義政に受け入れられ、御営金として1000両が寄付される。これにより本殿修復に加えて幣殿・拝殿・向拝・神前石檀石・瑞籬等までも建立する。
- 寛正元年（1460年） - 足利義明、社殿を新造する。
- 寛正6年（1465年）8月15日 - 足利義明の舎弟源基頼、太刀一振を奉納する。
  - 同年 - 足利義明（八幡御所）、一の大鳥居を建立する。
- 文明元年（1469年）8月 - 足利義明の祈願により、檜皮葺屋根を銅板葺屋根に葺替えし、その外造営の寄進をする。この時、真里谷原式部入道恕鑑が奉行する。
- 天文8年（1539年）8月 - 小弓御所御殿の跡へ白幡権現の社を勧請し、飯香岡八幡宮の神官が幣帛を奉る。
- 天文16年（1547年） - 社殿の修理を行う。
- 永禄2年（1559年）3月 - 千葉介平富胤舎弟菊間城主千葉源三平親胤、祈願により一の鳥居を再建寄進する。
- 元亀2年（1571年）7月 - 織田信長、神田を奪う。
- 天正8年（1576年）8月 - 先年より神領が減石し、自力での造営が叶い難く、諸郷肝心の許しを国主の北条家へ願い出る。これに対し城代北条治郎少輔・遠山左衛門尉は神領の除地等を尋ね、飯香岡八幡宮は「差上」を提出するという。
- 天正9年（1581年）7月 - 飯香岡八幡宮造営のため「新市」を建てることが免許される。また八幡は守護不入の地となる。
- 天正18年（1590年）3月 - 徳川家要所青山藤蔵、由緒・神領・除地等を調べる。八幡宮では書上・絵図等を差出す。
- 同年5月 - 徳川家より上総国市原荘八幡郷へ禁制（軍勢甲乙人等乱妨狼藉事以下二カ条）が下される。
- 天正19年（1591年）11月 - 徳川家康、神領150石を寄進する。飯香岡八幡宮の祭礼格式なる。
- 天正20年（1592年）8月15日 - 本多弥八郎正綱、徳川家康の武運長久を祈り大太刀を寄進する。
  - 同年10月 - 社僧円蔵坊・寂光坊・円乗坊・本覚坊の四坊、社僧として相勤めるという。
- 文禄2年（1593年）8月 - 千葉富胤、甲冑一領を寄進する。
- 文禄3年（1594年）3月 - 一宇を造立する。この時の神主は誉田大内蔵亮、代官大塚助之丞であった。また、社記によれば、この時永井右近太夫は、本殿の修理と拝殿の修理のため御造営料として御蔵米200俵を寄進したという。
- 慶長9年（1604年） - 改修を行う。
- 元和2年（1616年）4月17日 - 徳川家康に東照大権現の神号宣下につき、御神忌祭を以下毎年執行する。
- 元和3年（1617年）3月 - 徳川秀忠、鉄扇1箇を寄進する。
- 元和9年（1623年） - 徳川秀忠・家光上洛につき、天下太平・武運長久の祈願を7日間行う。
- 寛永3年（1626年）9月 - 徳川秀忠太政大臣任官につき、七日間天下太平武運長久の祈願を行う。
- 寛永5年（1628年）4月 - 徳川家光日光東照宮社参につき、三日間天下太平の祈願を行う。
- 寛永7年（1630年）5月 - 徳川秀忠・家光日光東照宮社参につき、三日間武運長久の祈願を行う。また、足利義満奉納の御輿4社の修理を行う。三の宮の鳳凰を菊間八幡神社社家玄蕃が寄進する。
- 寛永11年（1634年）7月 - 徳川家光上洛につき、天下太平・武運長久の祈願を7日間行う。
- 寛永13年（1636年）1月 - 徳川家光日光東照宮社参につき、天下太平・武運長久の祈願を3日間行う。
- 同年4月 - 徳川家光、太刀一振りを奉納する。
- 寛永17年（1640年）4月 - 徳川家光日光東照宮社参につき、天下太平・武運長久の祈願を3日間行う。
- 寛永18年（1641年）4月 - 徳川家光日光東照宮社参につき、天下太平・武運長久の祈願を3日間行う。
- 慶安2年（1649年）4月 - 徳川家光日光東照宮社参につき、天下太平・武運長久の祈願を3日間行う。
- 承応2年（1653年）8月 - 大鳥居を修復する。材木は下総国千葉寺の清地林を選定する。
- 明暦元年（1655年）10月 - 梵鐘を鋳造する。
- 寛文2年（1662年）9月 - 手水鉢が奉納される。
- 寛文3年（1663年）4月 - 徳川家綱日光東照宮社参につき、天下太平・武運長久の祈願を3日間行う。
- 寛文4年（1664年）4月 - 永井豊前守直頼、額一面を寄進する。
- 貞享3年（1686年）5月 - 田中佐助・川口助兵衛の二名により随犬が奉納される。
- 元禄4年（1691年） - 堀飛騨守直宥・大久保伊豆守、幣殿・拝殿改造のために寄進す。
- 元禄7年（1694年）6月12日 - 飯香岡八幡宮放生会に際し、榊原七良右衛門が雄鳩1096羽を放つ。
- 元禄8年（1695年）6月11日 - 境内社御影社、杉井三左右衛門常政により再建される。
- 元禄10年（1697年）6月11日 - 瑞垣が、杉井三左右衛門常政により造営される。
  - 同年8月 - 『飯香岡八幡宮由緒本記』成立する。
- 正徳5年（1715年）4月17日 - 日光東照宮一百年祭に際し、臨時大祭を3日間行う。
- 享保13年（1728年）4月 - 徳川吉宗日光東照宮社参につき、天下太平・武運長久の祈願を3日間行う。
- 同年11月 - 社殿を改修する。
- 宝暦10年（1760年） - 『飯香岡八幡宮御伝記』が成立する。
- 文化12年（1815年）4月 - 東照宮二百年祭に当たり、府中及び翼下8ヶ村に廻文を廻し臨時大祭を行う。
- 文政2年（1819年）8月 - 『年中神祭行事書留』を記し置く。
- 天保6年（1835年）7月 - 社殿修復を行う。
- 弘化2年（1845年）8月 - 一の宮・二の宮・三の宮・若宮の神輿を新造する。
- 万延元年（1860年）10月3日 - 生実城主森川出羽守、太刀一振を奉納する。
- 文久元年（1861年）11月 - 社殿改修を行う。
- 慶応4年（1868年）閏4月7日 - 神主市川信明、有栖川宮熾仁親王に拝謁し玉串（祈願札）を献上する。
- 明治4年（1871年）11月20日 - 郷社に列格する。旧高150石その他除地類を奉還する。
- 明治5年（1872年） - 千葉県庁より祭礼費の供進あり。
- 明治6年（1873年） - 千葉県庁より以降10年間、祭典営繕費を支給される。
- 明治9年（1876年）8月 - 内務省伺の上、千葉県令柴原和より旧高150石を無代価下渡される。
- 明治11年（1878年）3月 - 千葉県庁へ明治七・八年の年貢免除と旧高150石物成米を祭典営繕費として支給するように懇願。5月、懇願通り支給される。
- 明治13年（1880年）4月3日 - 150石物成をもって、千葉警察署八幡分署を新築献納する。
- 明治24年（1891年）3月13日 - 拝殿天井を修復。
- 明治26年（1893年）4月24日 - 県社に列する。
- 明治35年（1902年）8月 - 五の宮が新たに加わり、神輿を新造する。
- 明治37年（1904年）3月3日 - 拝殿幣殿大床吹抜格子の修復工事を行う。
- 昭和10年（1935年）7月12日 - 夫婦銀杏が県指定文化財となる。
- 昭和27年（1952年）9月28日 - 一の宮の神輿を新造する。
- 昭和28年（1954年）7月12日 - 若宮の神輿を新造する。
- 昭和29年（1954年）9月17日 - 本殿、国の重要文化財に指定される。
- 昭和40年（1965年）9月5日 - 二の宮・三の宮・五の宮の神輿を新造する。後藤直光作。
- 昭和41年（1966年） - 拝殿、県指定文化財となる。
- 昭和43年（1968年）12月31日 - 本殿修理工事竣功。
- 平成9年（1997年）3月15日 - 一の宮の神輿を新造する。

## 飯香岡八幡宮に関わる風習
- 秋季大祭当日（旧暦8月15日）に、子育て祈願や虫封じなど、子供に関する祈願を受ける習わしがある。飯香岡八幡宮が「子育て八幡宮」とも呼ばれる所以である。
- 神立祭（かみたちさい・旧暦9月30日）に、未婚の子女を持つ家では飯香岡八幡宮に参拝し良縁を祈る風習がある。八幡宮ではこの日を、神が出雲へ旅立つと伝え、出雲の地で全国より集まった神々が神議りをし縁談を取り持つと伝えられている。

## 文化財
重要文化財（国指定）

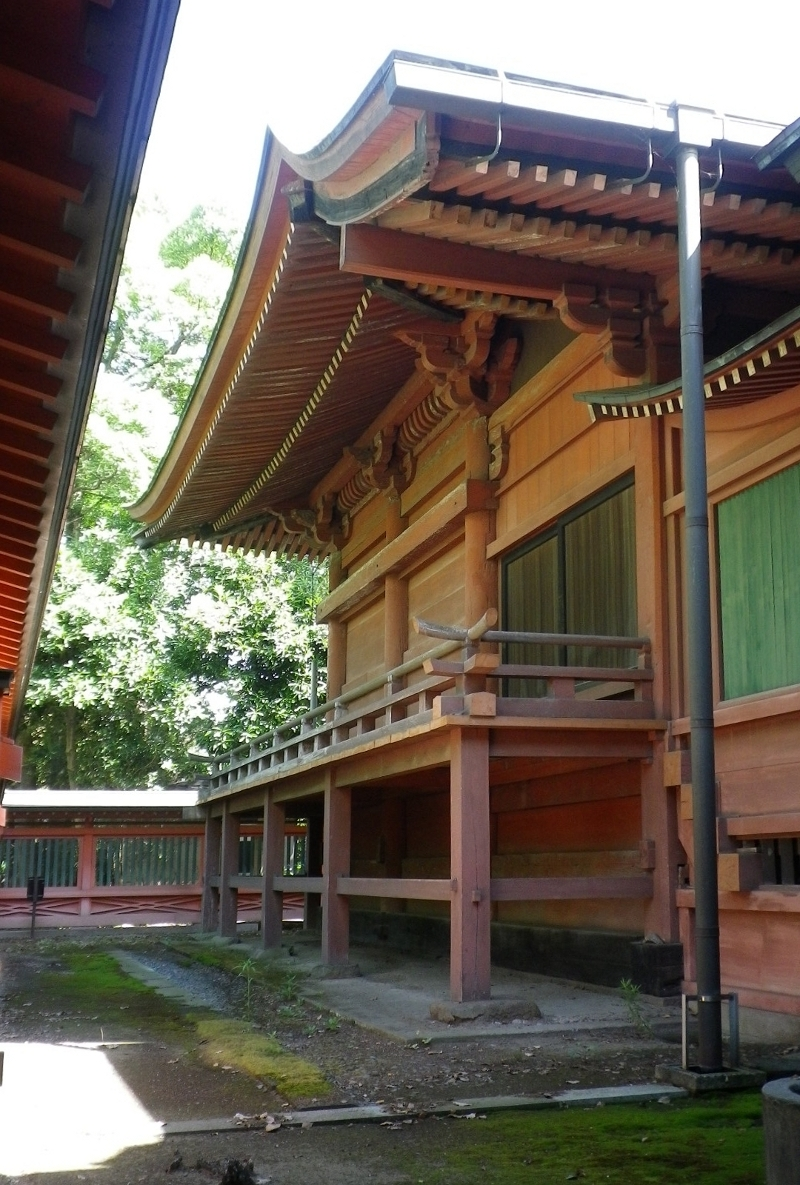
本殿

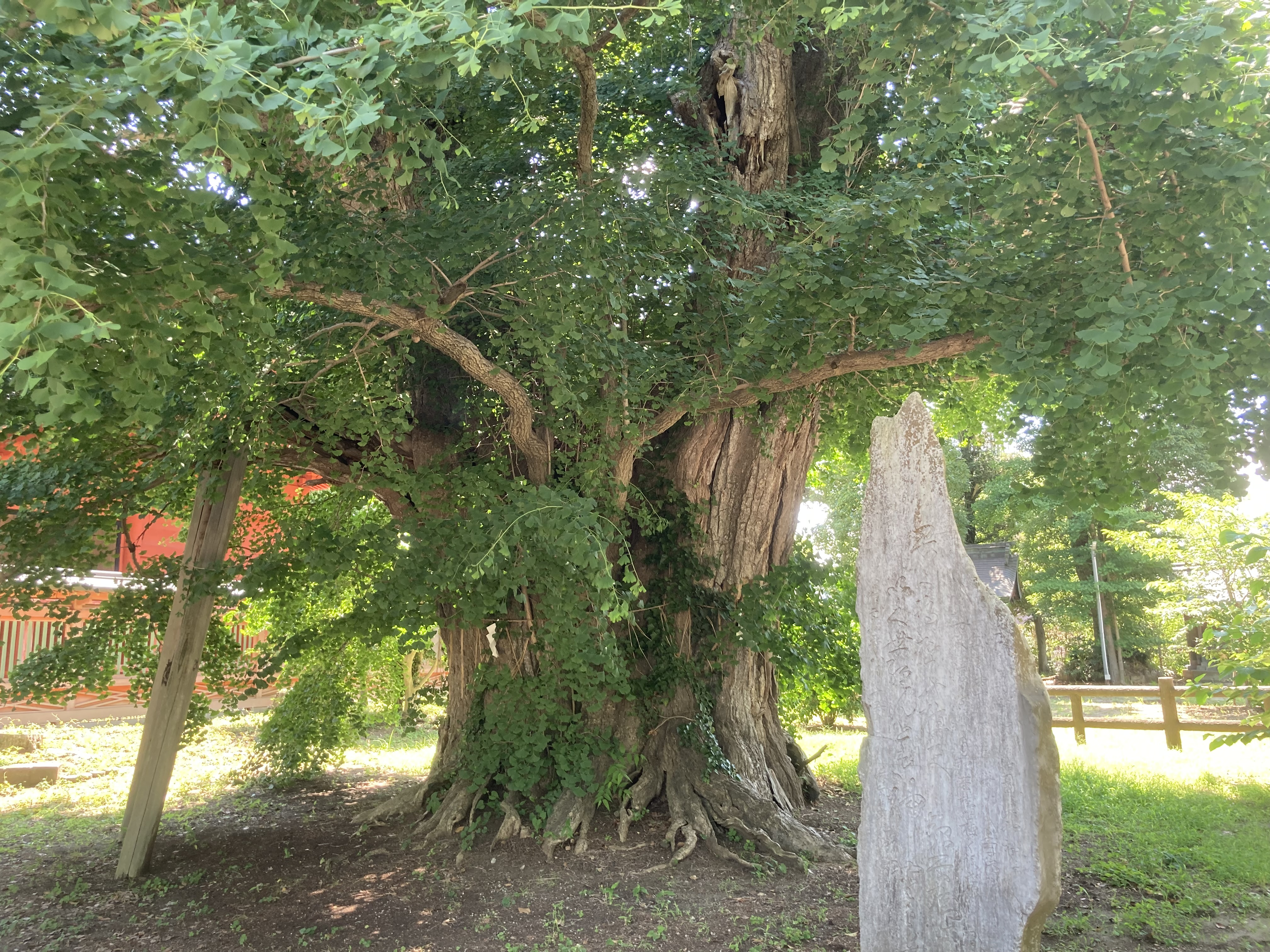
夫婦銀杏

- 本殿 - 室町時代中期（1393年-1466年）の建立。桁行三間、梁間二間、一重、入母屋造、向拝三間、銅板葺。昭和29年（1954年）09月17日指定。

千葉県指定有形文化財
- 拝殿
- 御輿

市原市指定有形文化財
- 大太刀
- 当世具足11領

千葉県指定天然記念物
- 夫婦銀杏

千葉県指定無形民俗文化財
- 市原の柳楯神事